# Podosinovec
Podosinovec è una cittadina della Russia europea centro-settentrionale, situata nella oblast' di Kirov; appartiene amministrativamente al rajon Podosinovskij, del quale è il capoluogo.
Sorge nell'estrema parte nordoccidentale della oblast', sulla sponda destra del fiume Jug (bacino idrografico della Dvina settentrionale).